# 内卡河畔弗赖贝格
内卡河畔弗赖贝格（德語：Freiberg am Neckar，發音：[ˈfʁaɪbɛʁk ʔam ˈnɛkaʁ]）是德国巴登-符腾堡州斯图加特行政区路德维希堡县的城市，面积13.14平方千米，2023年12月31日人口为16,227人。